# Вид (име)
Вид је уобичајено хришћанско име у Словенији, Србији и Хрватској. То је словенски облик латинског Vitus, што значи живот или имена Светог Вида.
Познати људи са именом су:
- Вид Белец, словеначки фудбалер
- Вид Кавтичник, словеначки рукометаш
- Вид Вулетић Вукасовић, српски етнограф